# Diecezja Wrexham
Diecezja Wrexham – diecezja Kościoła rzymskokatolickiego w Wielkiej Brytanii, w metropolii Cardiff, obejmująca północną część Walii. Diecezja została ustanowiona 12 lutego 1987 roku w wyniku podziału diecezji Menevia. Siedzibą biskupów jest Wrexham.

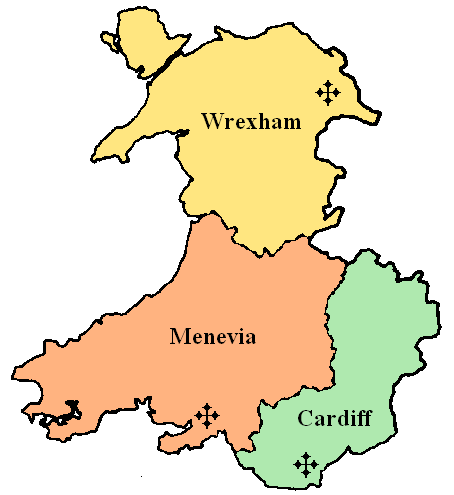
Diecezja na mapie metropolii Cardiff (zaznaczona na żółto)